# Megalomyrmex emeryi
Megalomyrmex emeryi är en myrart som beskrevs av Auguste-Henri Forel 1904. Megalomyrmex emeryi ingår i släktet Megalomyrmex och familjen myror. Inga underarter finns listade i Catalogue of Life.